# The Longest Promise
The Longest Promise (chinês: 玉骨谣, pinyin: Yù Gǔ Yáo) é um drama chinês de traje de época e fantasia estrelado por Xiao Zhan, Ren Min e Alen Fang, baseado no romance xianxia "Zhu Yan" (朱颜), da autora Cang Yue (沧月). A série é um prelúdio para o drama de 2022, Espelho: Um Conto de Cidades Gêmeas, passando-se ambas no mesmo continente fictício de Yunhuang.

## Sinopse
Shi Ying (Xiao Zhan) é o príncipe herdeiro de Kongsang. Porém, depois de ser incriminado pela consorte imperial Qiu Shui, ele finge a própria morte para escapar do palácio. Shi Ying é enviado pela mãe para a montanha Jiuyi, onde pratica o cultivo da alma. Mais tarde, ele reencontra Zhu Yan (Ren Min), princesa do clã Carmim, que, sem saber da identidade de Shi Ying, deseja tornar-se discípula do agora Preceptor da Montanha Jiuyi, em busca de um feitiço capaz de ressuscitar o príncipe herdeiro.

## Elenco
- Xiao Zhan como Shi Ying, Preceptor da Montanha Jiuyi e antigo Principe Herdeiro de Kongsang.
- Ren Min como Zhu Yan, princesa do Clã Carmim.[4]
- Alen Fang como Zhi Yuan.[5]

- Hang Dong como Shi Yu, Sumo Preceptor da Montanha Jiuyi (大司命, Da Si Ming), irmão mais novo do Imperador Beimian.[5]
- Li Mingde como Chong Ming (重明), pássaro divino em forma humana.[5]

- Ye Shengjia como Shi Yu, meio-irmão mais novo de Shi Ying.[5]
- Zeng Li como Bai Yan. Imperatriz de Kongsang, mãe de Shi Ying.
- Mickey He como Imperador Bei Mian.[6]
- Jian Yuxi como Shi Ying criança.
- Chen Zijan como Qing Yun, mãe de Shi Yu.[1]
- Chen Xinyu como Qiu Shui, consorte imperial do povo marinho.

- Guo Jun como Zhu Gaozhao, Rei do Clã Carmim, pai de Zhu Yan.
- Yang Mingna como Zhu Changxiang, mãe de Zhu Yan.
- Ding Jie como Yu Fei, dama de companhia de Zhu Yan.
- Li Xiyuan como Zhu Yan criança.

- Wang Churan como Bai Xuelu(白雪鷺).[5]
- Lu Yuxiao como Bai Xueying (白雪莺).[5]
- Zhang Lei como Bai Jing'an, Rei do Clã Branco.

- Wang Ziqi como Qing Gang (青罡).[5]

## Produção
The Longest Promise  tem direção de Jeffrey Chiang,  Wu Yingying como roteirista-chefe, escrito por Zhao Yu e Zhang Kexin.; a produção é da Tencent Penguin Pictures e WeTV.
A produção teve gravações em Alxa, (Mongólia Interior), para as locações desérticas e oásis e Kongsang foi ambientada no Hengdian World Studios.